# Radicaal 16
Van de in totaal 214 Kangxi-radicalen heeft radicaal 16 de betekenis tafel. Het is een van de drieëntwintig radicalen die bestaan uit twee strepen.
In het Kangxi-woordenboek zijn er 38 karakters die dit radicaal gebruiken.
Het karakter 几, vereenvoudigd Chinees voor 幾, heeft geen historisch verband met het karakter 几 dat "(kleine) tafel" als betekenis heeft.

## Karakters met het radicaal 16

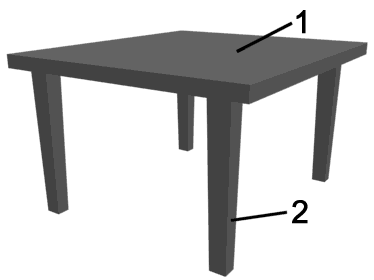
Tafel

| Strepen | Karakter    |
| ------- | ----------- |
| + 0     | 几          |
| + 1     | 凡 凢 凣    |
| + 2     | 凤          |
| + 3     | 凥 処 凧    |
| + 4     | 凨 凩 凪 凫 |
| + 5     | 凬          |
| + 6     | 凭 凮 凯    |
| + 7     | 巬          |
| + 9     | 凰          |
| + 10    | 凱 凲       |
| + 12    | 凳 凴       |

Chu Reepjekarakter
Shuowen zegelkarakter
Liushutong karakter